# Mistrzostwa Europy w Saneczkarstwie 1971
18. Mistrzostwa Europy w saneczkarstwie 1971 odbyły się w austriackim Imst. W tym mieście mistrzostwa odbyły się już drugi raz (wcześniej w 1956). Rozegrane zostały trzy konkurencje: jedynki kobiet, jedynki mężczyzn oraz dwójki mężczyzn. W tabeli medalowej najlepsze były Włochy.

## Wyniki

### Jedynki kobiet
| Medal | Zawodniczka    | Narodowość | Czas | Strata |
| ----- | -------------- | ---------- | ---- | ------ |
|       | Erika Lechner  | Włochy     |      |        |
|       | Angela Knösel  | NRD        |      |        |
|       | Barbara Piecha | Polska     |      |        |

### Jedynki mężczyzn
| Medal | Zawodnik          | Narodowość | Czas | Strata |
| ----- | ----------------- | ---------- | ---- | ------ |
|       | Horst Hörnlein    | NRD        |      |        |
|       | Wolfgang Scheidel | NRD        |      |        |
|       | Manfred Schmid    | Austria    |      |        |

### Dwójki mężczyzn
| Medal | Zawodnicy                        | Narodowość | Czas | Strata |
| ----- | -------------------------------- | ---------- | ---- | ------ |
|       | Paul Hildgartner/Walter Plaikner | Włochy     |      |        |
|       | Manfred Schmid/Ewald Walch       | Austria    |      |        |
|       | Tadeusz Radwan/Janusz Krawczyk   | Polska     |      |        |

## Klasyfikacja medalowa
| Miejsce | Państwo |   |   |   | Razem |
| ------- | ------- | - | - | - | ----- |
| 1.      | Włochy  | 2 | 0 | 0 | 2     |
| 2.      | NRD     | 1 | 2 | 0 | 3     |
| 3.      | Austria | 0 | 1 | 1 | 2     |
| 4.      | Polska  | 0 | 0 | 2 | 2     |